# 嵊泗设治局
嵊泗设治局，民國時設置於江蘇省的設治局，位于嵊泗列岛，今浙江省嵊泗县。

## 历史沿革
嵊泗列岛原属崇明县。民国三十五年（1946年）12月，改为江苏省直属区，直接受江苏省政府管辖。直属区相当于县级，设有区长。民国三十六年（1947年）10月置嵊泗设治局，局所驻菜园镇（今浙江省嵊泗县驻地菜园镇），隶属于江苏省第三行政督察区。民国三十七年（1948年），设治局改由海军管辖。民国三十八年（1949年）9月3日，升格为县。

## 行政区划
辖嵊山、菜园二镇及枸杞、花鸟、绿华、小洋、马关、青沙、五龙、金平八乡。

### 引用
1. ↑  《国民政府公告》第2964号，1947年10月27日，第13页
2. ↑  《嵊泗县志》，浙江人民出版社，1989年，第361页
3. ↑  https://twinfo.ncl.edu.tw/tiqry/hypage.cgi?HYPAGE=search/merge_pdf.hpg&type=g&dtd_id=12&sysid=E0951670%7C （页面存档备份，存于） 《總統府公報》第241號，民國38年11月7日出刊。
4. ↑  钱端升等：《民国政制史》下册，第145页